# Харджи, Эгла
Эгла Харджи (алб. Egla Harxhi) — победительница конкурса Мисс Албания, представляла страну на конкурсе Мисс Мира 2008 в ЮАР.
Эгла работает в сфере экономики и социального развития. Она окончила университет по специальности архитектура и дизайн. Хобби: путешествия, волейбол, чтение а также музыка и мода.